# Equilíbrio de poder

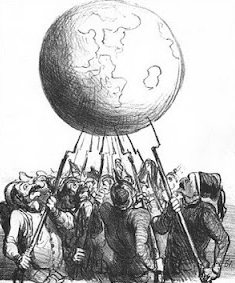
L’Equilibre Europea, caricatura política de 1866 (criada por Honoré Daumier) que representa o equilíbrio de poder como homens em uniformes militares equilibrando o mundo com suas baionetas.

Dá-se o nome de equilíbrio de poder a uma situação, nas relações internacionais, de competição entre diversas potências nacionais, mais ou menos iguais em poder. Tal competição impede uma potência de ganhar a supremacia sobre as demais.
Segundo a teoria realista das relações internacionais, um Estado, no seu relacionamento com outros atores internacionais, defronta-se com a escolha entre alinhar-se com os Estados mais fortes (em inglês, bandwagoning) ou procurar contrabalançar o poder dos mais fortes por meio de coalizões (equilíbrio ou balance, em inglês). Esta escolha pode ser crucial em tempo de guerra e até mesmo determinar a sobrevivência do Estado.
A Guerra Fria é um exemplo de equilíbrio de poder. Os Estados Unidos e a União Soviética mantiveram uma competição durante mais de quarenta anos em diversos campos, na qual as ações de uma parte determinavam as da outra.

## Doutrina
O equilíbrio de poder surge quando existe uma paridade ou estabilidade entre forças competitivas. O termo expressa uma doutrina que propugna impedir um único Estado de tornar-se forte o suficiente para impor a sua vontade sobre os demais Estados.
Como indica David Hume em seu Ensaio sobre o Equilíbrio de Poder (Essay on the Balance of Power), o princípio básico do equilíbrio de poder é tão antigo como a história e era conhecido dos antigos tanto como teóricos políticos como homens de Estado práticos. Em seu cerne, é um preceito de bom senso nascido da experiência e do instinto de autopreservação. Políbio (lib. i. cap. 83) já escrevia:
"Nem deve este princípio ser desprezado, nem se deve permitir tanto poder a ninguém, para que depois te seja impossível discutir com ele nos mesmos termos acerca de teus direitos manifestos" (tradução livre da versão em inglês).
Como indica o professor L. Oppenheim (Internal. Law, i. 73), um equilíbrio de poder entre as várias potências que constituem a comunidade das nações é, de fato, essencial à existência mesma do direito internacional. Na ausência de uma autoridade central, a única sanção a garantir o código das regras estabelecidas pelo costume jurídico ou definidas em tratados – isto é, o direito internacional – é a capacidade das potências de refrear-se mutuamente. Quando este sistema falha, nada impede um Estado suficientemente forte de ignorar o direito e agir simplesmente de acordo com a sua conveniência e os seus interesses.

## Perspectiva histórica

Mapa em espanhol das cidades-Estados italianas em 1494

A preocupação em preservar o equilíbrio de poder, embora certamente conhecida no mundo antigo, re-emergiu na Europa pós-medieval entre as cidades-Estado italianas no século XV. Francesco Sforza, duque de Milão, foi o primeiro governante a adotar ativamente esta política, embora os historiadores tenham geral e incorretamente atribuído esta inovação aos soberanos Médici de Florença, cuja atuação foi divulgada pelos famosos escritores florentinos Nicolau Maquiavel e Francesco Guicciardini.
O conceito de equilíbrio de poder tornou-se central às relações internacionais da Europa, em particular, após a Paz de Vestfália, de 1648. O tratado de Utrecht, de 1713, menciona-o expressamente.
No princípio do século XVII, quando a ciência do direito internacional tornou-se uma disciplina jurídica nas mãos de Grócio e seus sucessores, a teoria do equilíbrio de poder foi formulada como um princípio da diplomacia. Segundo este novo princípio, os Estados europeus eram vistos como uma comunidade cuja condição fundamental era a preservação de um "equilíbrio de poder", isto é, uma situação na qual a nenhum Estado individualmente deveria ser permitido predominar e ditar regras aos demais. E como todos os Estados estavam igualmente interessados nesta situação, considerava-se como um direito e um dever de todas as potências intervir, até mesmo pela força das armas, quando alguma das condições do equilíbrio era violada por um membro da comunidade.
Este princípio do "equilíbrio do poder", uma vez formulado, tornou-se um axioma de ciência política. Fénelon, nas suas Instruções, explicou o axioma ao jovem Luís, duque da Borgonha. Frederico, o Grande, no seu Anti-Maquiavel, proclamava o princípio do "equilíbrio de poder". Em 1806, Friedrich von Gentz reafirmou-o com clareza excepcional no Fragmentos sobre o Equilíbrio do Poder. O princípio formou a base das coalizões contra Luís XIV e Napoleão e o motivo (ou desculpa) para a maioria das guerras europeias ocorridas entre a Paz de Vestfália (1648) e o Congresso de Viena (1814), especialmente do ponto de vista britânico (inclusive, em parte, no que tange à Primeira Guerra Mundial).
Durante a maior parte do século XIX, a série de movimentos nacionais que remodelou o mapa da Europa obscureceu o equilíbrio do poder. Não obstante, este princípio fundamentou todos os esforços da diplomacia no sentido de contrarrestar ou direcionar as forças resultantes da Revolução Francesa. Após a revolução e com a restauração da tranquilidade, o princípio reemergiu como motivo operacional de várias alianças políticas cujo objetivo ostensivo era a preservação da paz.

## Referencias
1. ↑  Wragg, David W. (1973). A Dictionary of Aviation first ed. [S.l.]: Osprey. p. 52. ISBN 9780850451634